# Guardiagrele
Guardiagrele ist eine italienische Gemeinde mit 8273 Einwohnern in der Provinz Chieti in den Abruzzen und ist Mitglied der Vereinigung I borghi più belli d’Italia (Die schönsten Orte Italiens)

## Lage
Die Altstadt Guardiagreles liegt auf der Spitze eines Hügels (auf knapp 600 m Höhe) zu Füßen des Majella-Massivs und in direkter Nachbarschaft zum Nationalpark Majella. Die Stadt bietet Aussicht über die Majella, das Hügelland und das entfernt liegende Meer. Der Dichter Gabriele D’Annunzio bezeichnete Guardiagrele wegen seines Panoramas als „Balkon der Abruzzen“.

## Geschichte

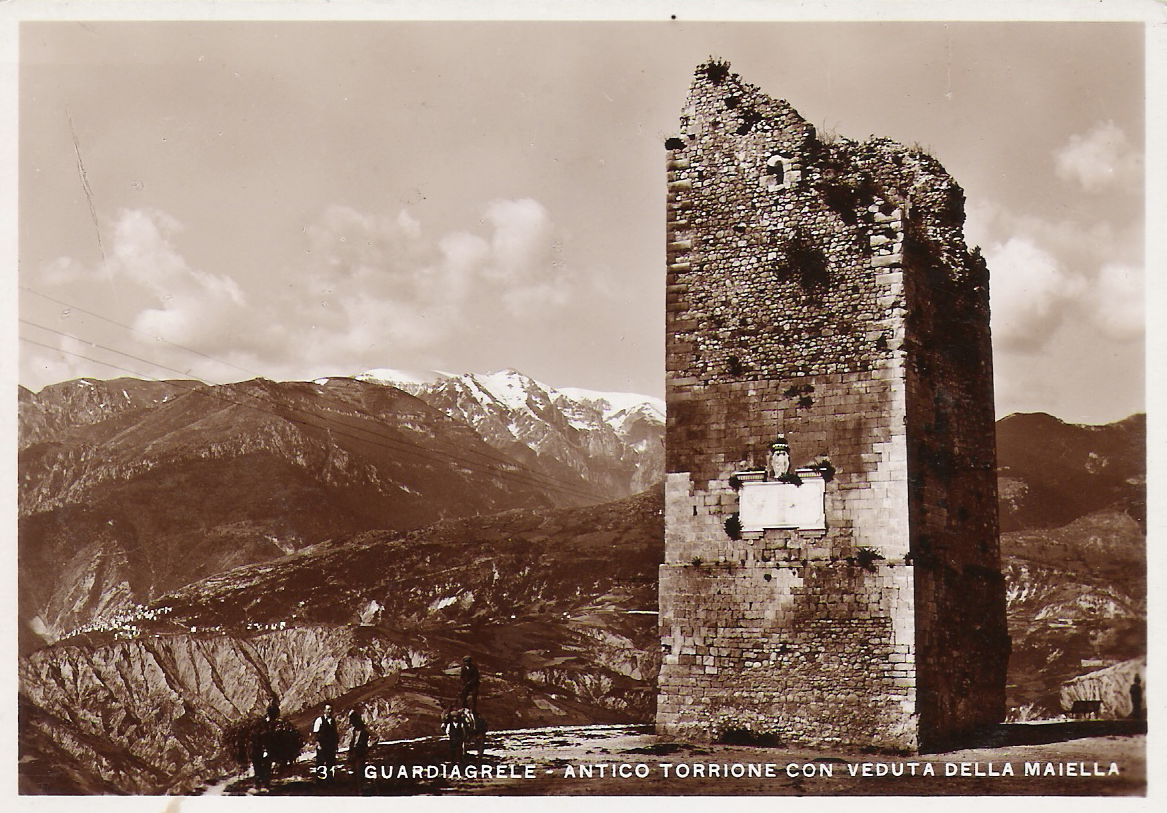
Der gleiche Turm auf einem Foto von 1925

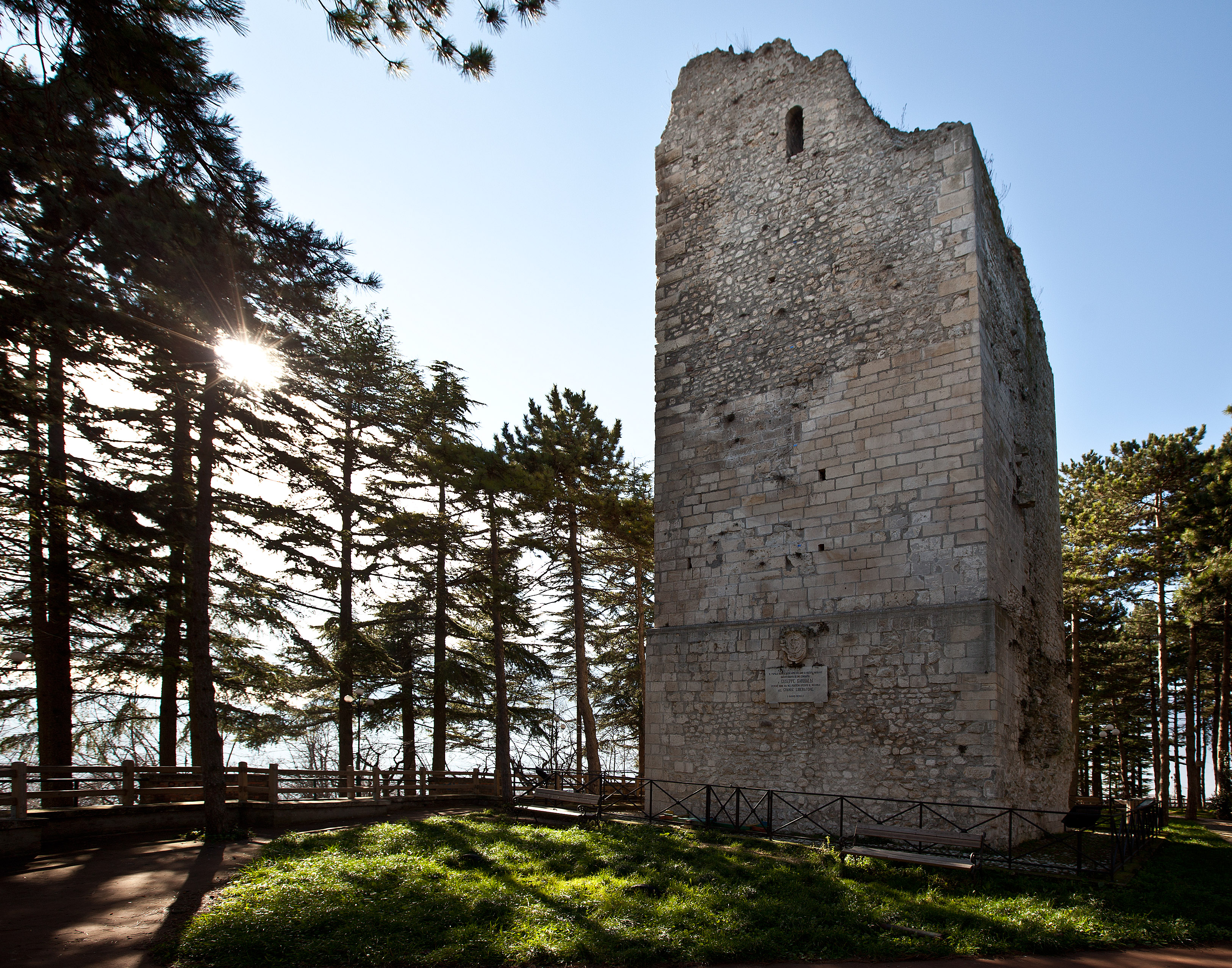
Der Wachturm (Guardia), von dem ein Teil des Ortsnamens stammt, 2010

Die erste Ansiedlung geschah ursprünglich am Fuß des Hügels, auf dem die Altstadt heute liegt. Der urkundlich erwähnte Name dieser Ansiedlung war Aelion. Später wurde der Name zu Graelion, und schließlich Grelis. Zum Schutz des Dorfes wurde im 9. Jahrhundert auf dem Hügel über dem Dorf Grelis ein Wachturm gebaut (der Torione, der heute an der Piazza Garibaldi steht), um den herum sich schon bald ebenfalls erste Wohnstrukturen bildeten. Wegen der höheren Lebensqualität auf dem Hügel (damals hauptsächlich bedingt durch die günstigere Abwassersituation und folglich bessere Hygiene) entwickelte sich dieser Ortsteil, der Guardia (= „Wache“) genannt wurde, schneller. Schließlich wurde aus beiden Ortsteilen Guardia und Grelis das heutige Guardiagrele.
Um 1300 wurde der Turm von der Familie Orsini in ihre Residenz integriert, weshalb er auch heute noch Torione Orsini genannt wird. Der Turm ist der einzige noch stehende Teil der Festungsstruktur der ersten Generation.
Im 15. Jahrhundert wurde hier der Bildhauer und Goldschmied Nicola da Guardiagrele geboren, dessen Werke national bekannt sind.

### Stadtwappen
Das Stadtwappen zeigt einen Löwen mit einer Flagge und einen Menschen mit einem Palmenblatt. Das Motto Guardia Plena Bonis, Fert Ardua Signa Leoni bedeutet übersetzt „Guardia, voller guter Menschen, trägt das starke Schild des Löwen“.

## Sehenswürdigkeiten
Trotz der ansonsten für die Entstehungszeit typischen Architektur und Stadtplanung besitzt der Ort keinen zentralen Marktplatz. Am südlichen Ende der Altstadt befindet sich der im Volksmund auch einfach nur Piano genannte Largo Garibaldi (Garibaldi-Platz), an dessen Südseite heute noch der Wachturm steht, der dem Ort seinen Namen gab (siehe oben). Neben seinem pittoresken Stadtbild bietet Guardiagrele  einige sehenswerte Monumente aus dem Mittelalter sowie vier Museen.
- Kirche Santa Maria Maggiore (12. Jh.) und das angeschlossene Dommuseum. Man findet ein Kreuz von 1431 (Nicola da Guardiagrele), eine barocke Kanzel aus Nussholz und ein Fresko von Andrea de Litio von 1473.[3]
- Die aus dem Jahre 1276 stammende Kirche San Francesco d'Assisi, besonders der nebenan liegende Kreuzgang. In der Kirche mit ihrem romanisch-gotischen Portal befinden sich die Reliquien des um 1010 mit 100 Jahren gestorbenen Heiligen Nicola Greco. Sie wurden im Jahre 1938 von der lokalen Fürstenfamilie Orsini aus dem Kloster in Prata (bei Casoli) in die Kirche überführt.
- Das Bürgermuseum
- Das Trachten- und Folkloremuseum
- Das Archäologische Museum

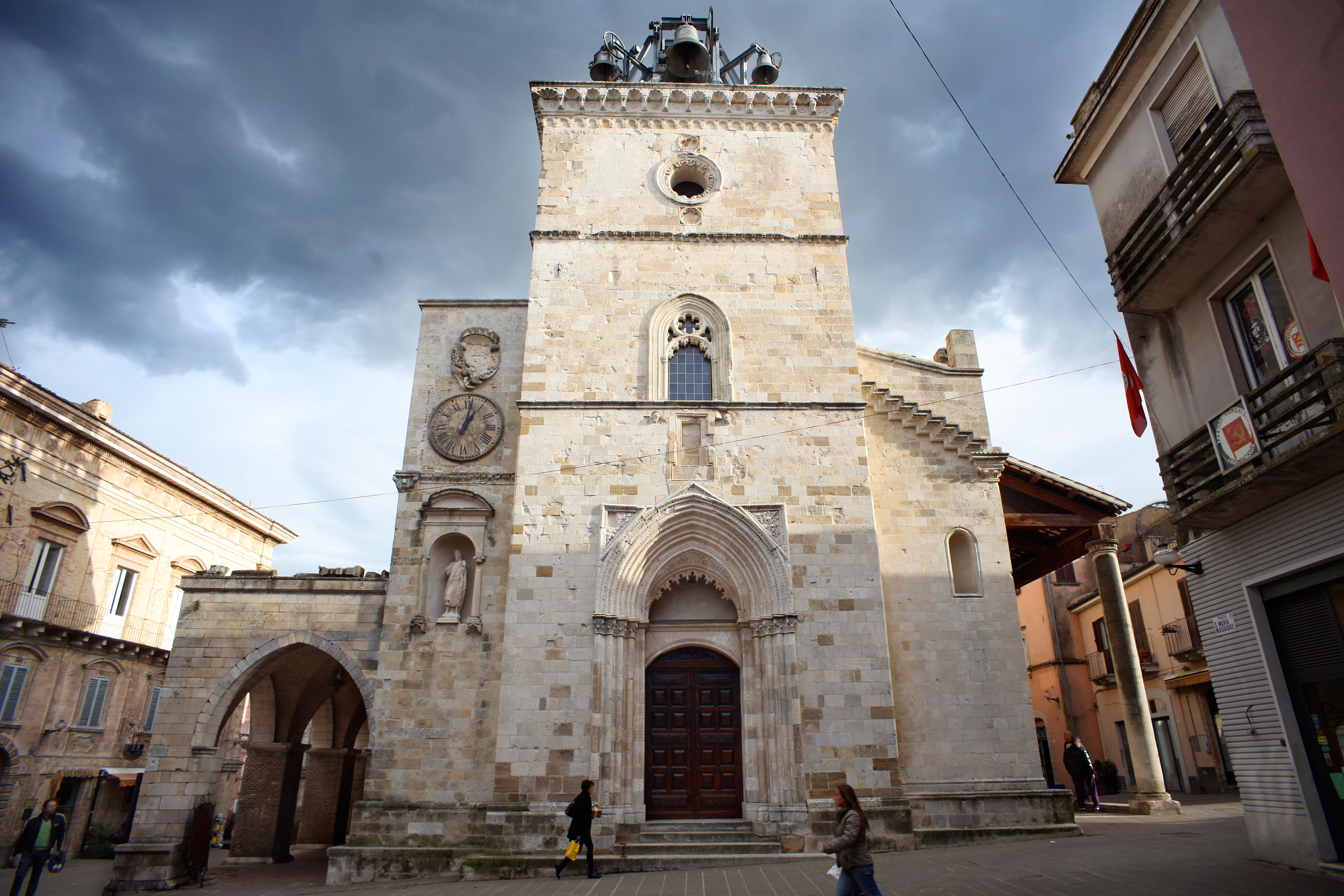
Westseite der Santa Maria Maggiore
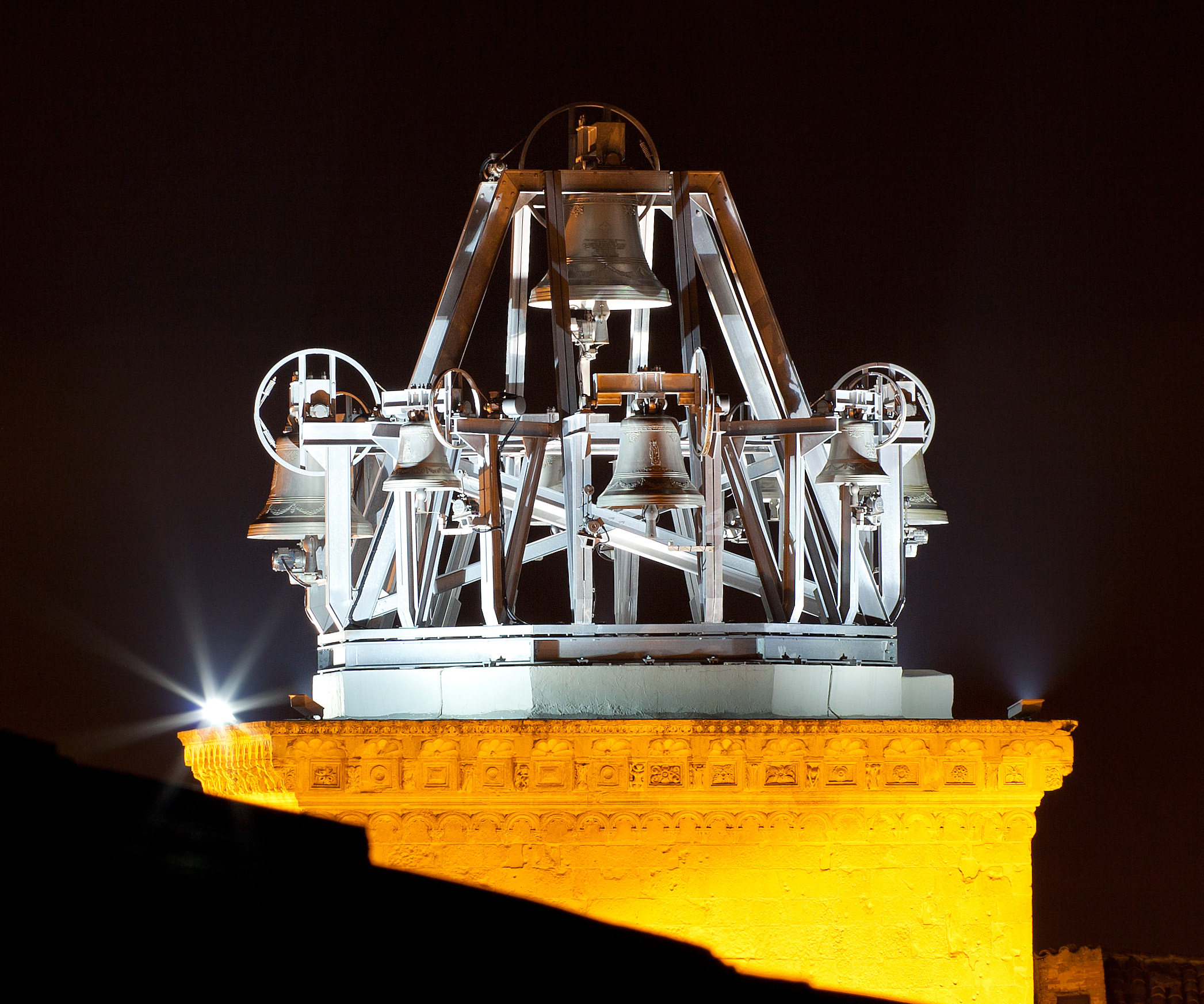
Neuer, freiliegender Glockenstuhl der Santa Maria Maggiore bei Nacht
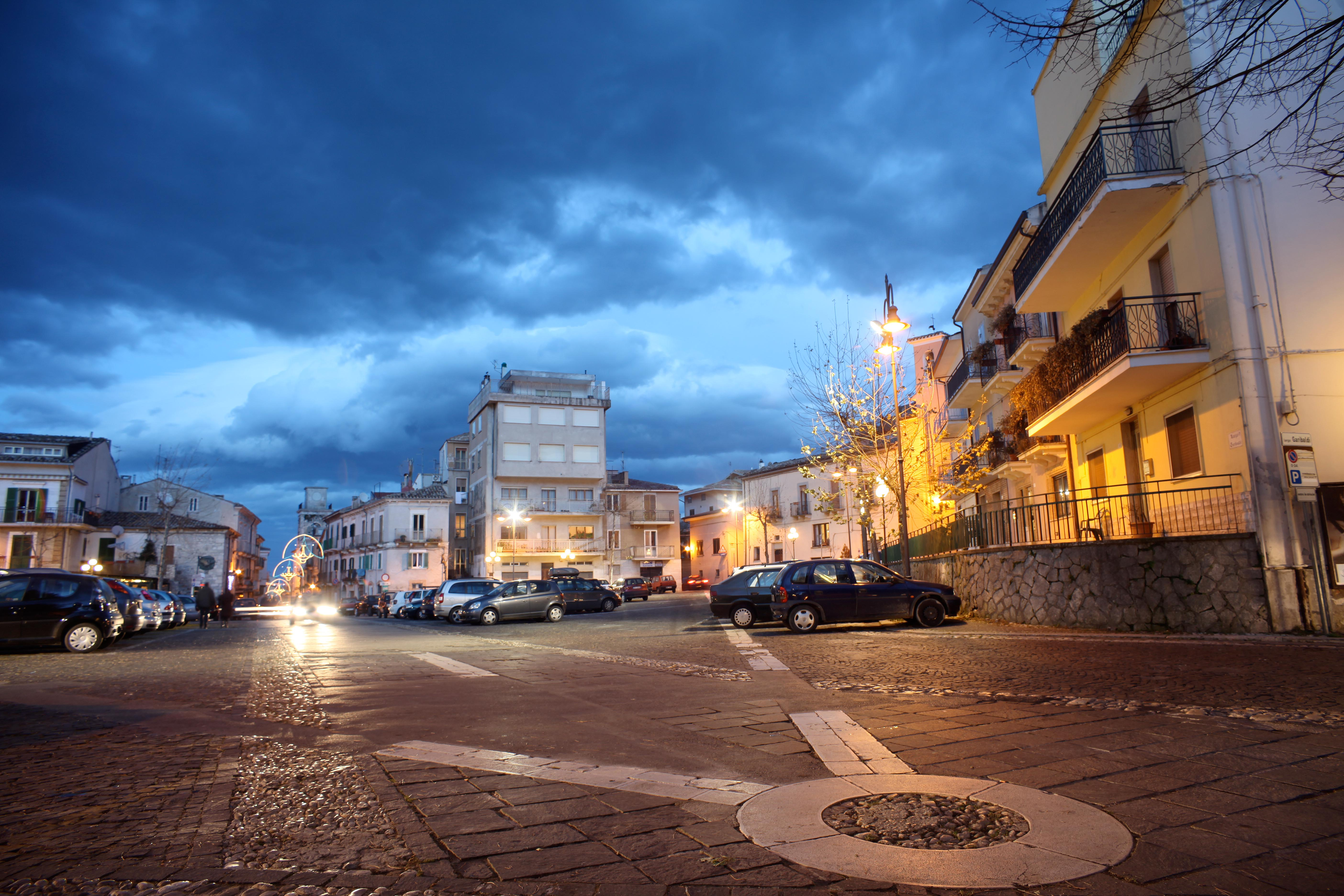
Garibaldi-Platz am Südende der Altstadt
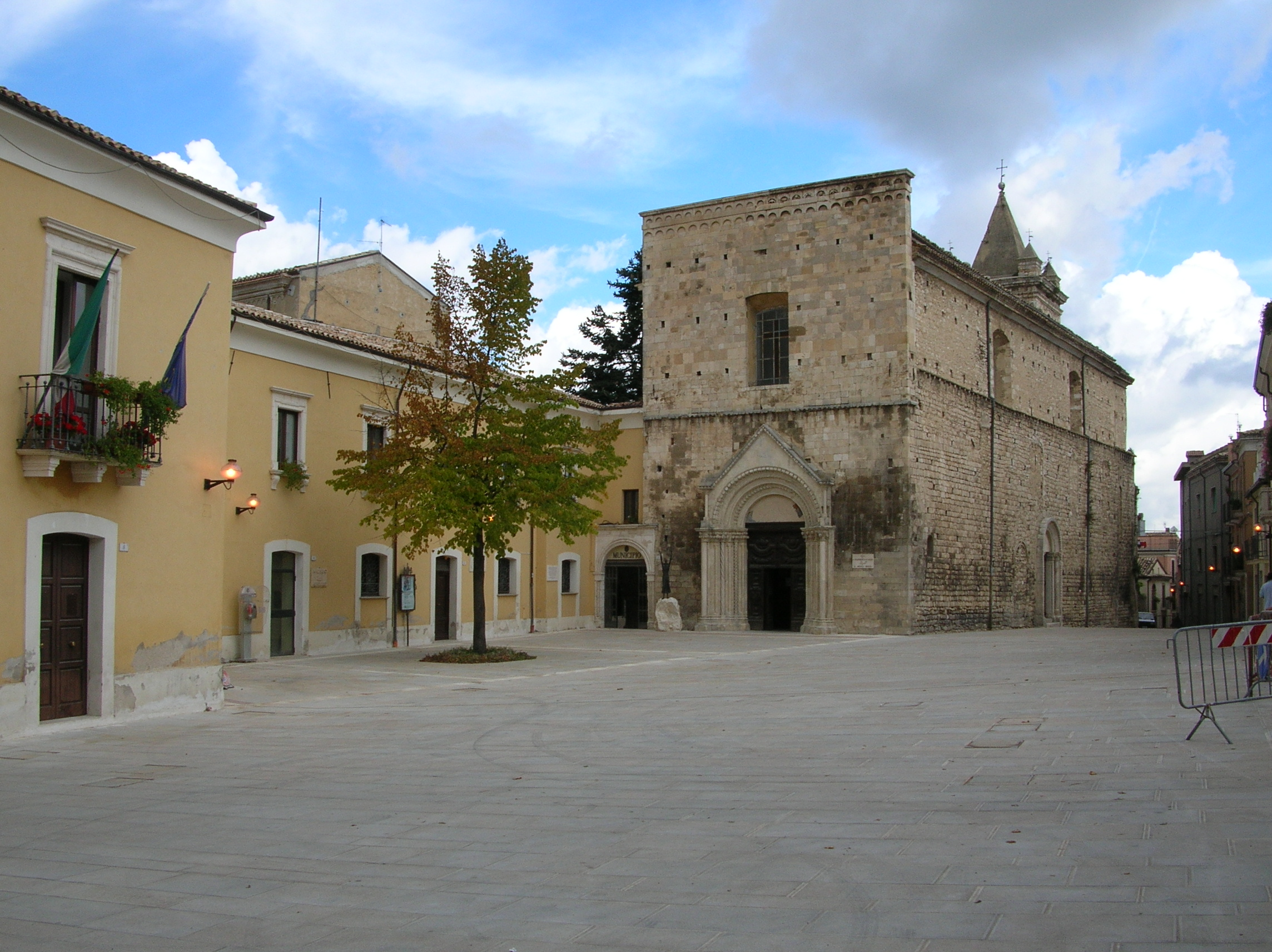
Rathaus und Kirche San Francesco D'Assisi
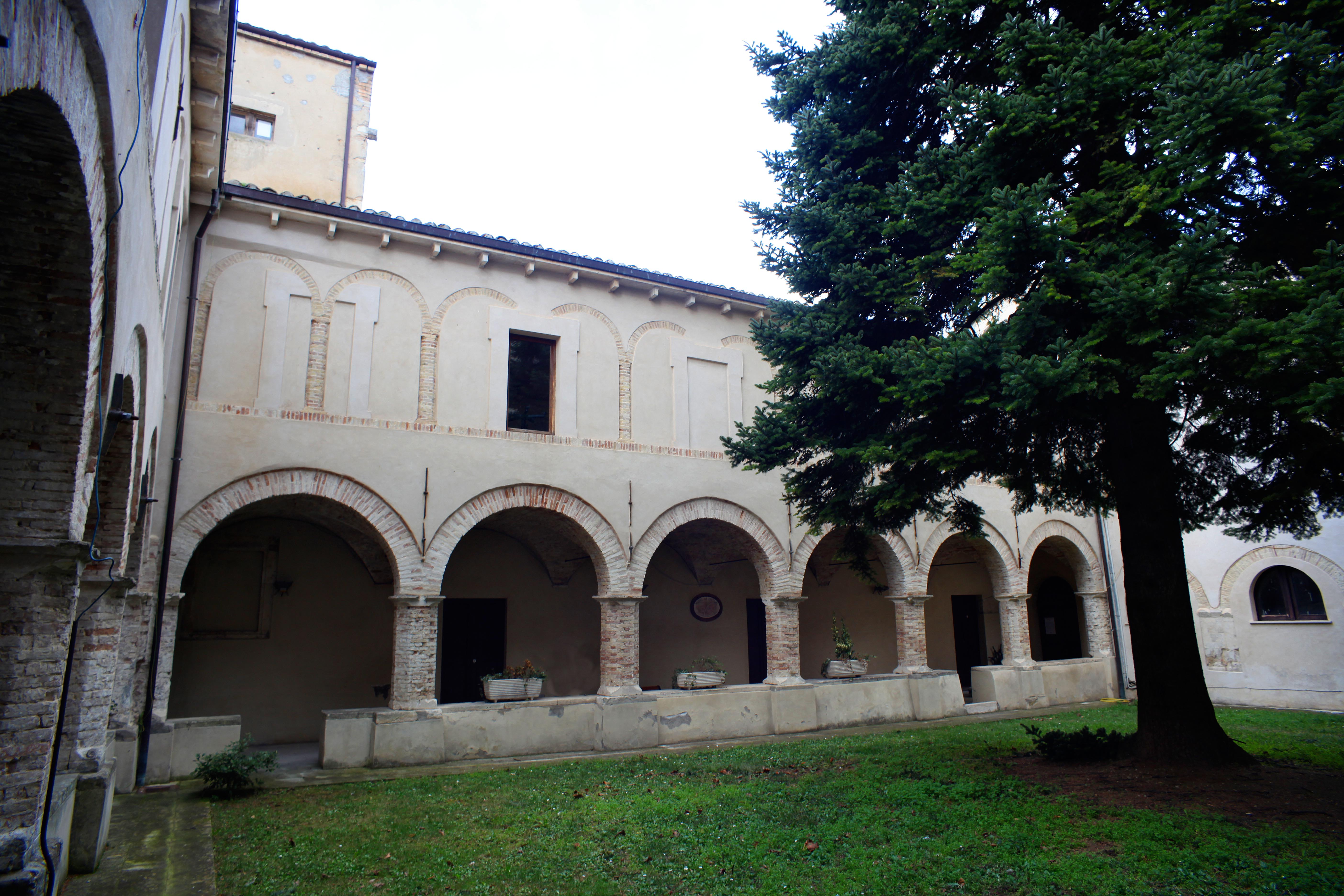
Kreuzgang des an der San Francesco Kirche angrenzenden Ordens
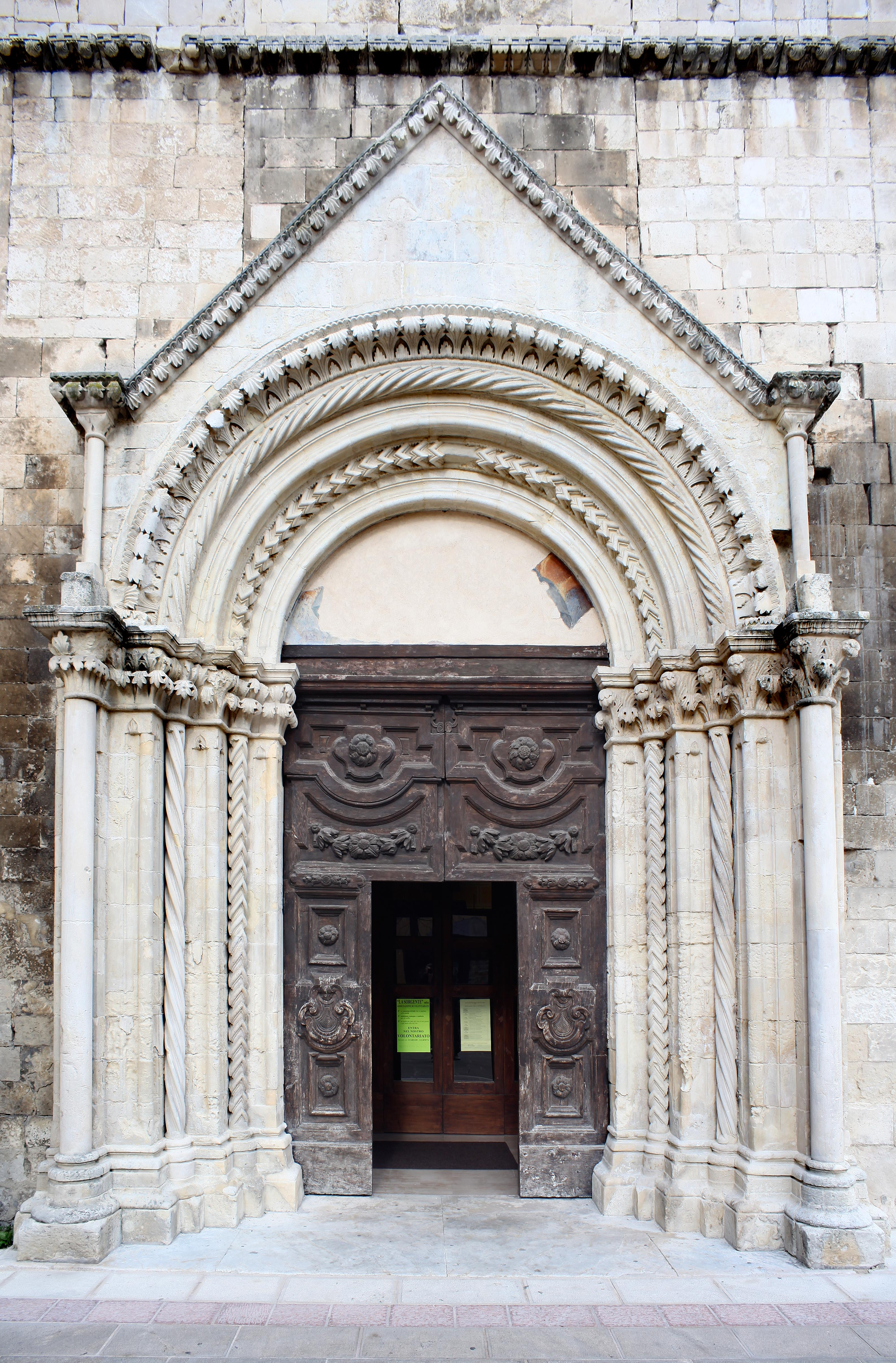
Gotisch-romanische Eingangstür von San Francesco
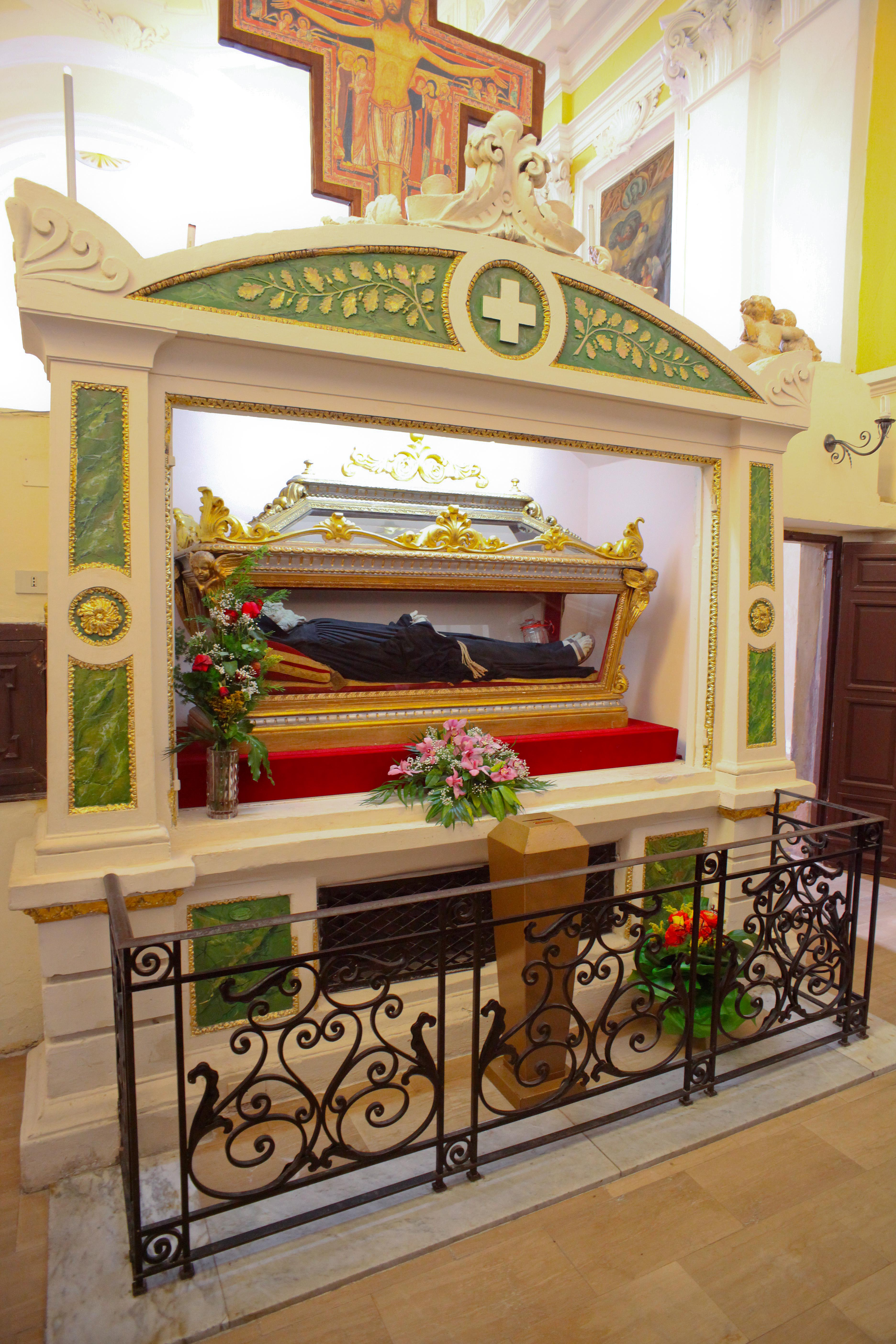
Reliquien des Heiligen Nicola Greco in der Kirche San Francesco
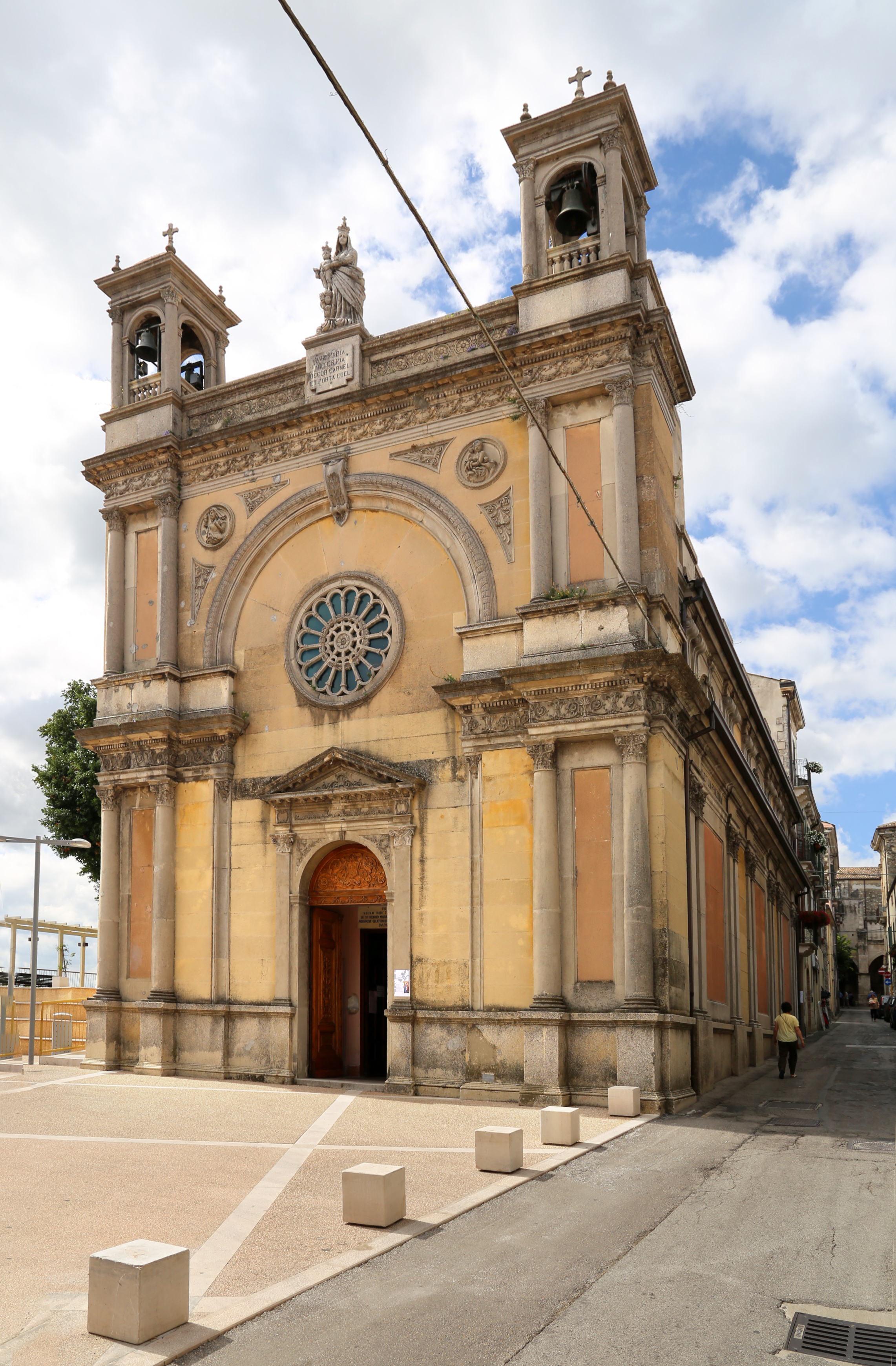
Kirche Madonna Del Carmine in der Via Modesto Della Porta
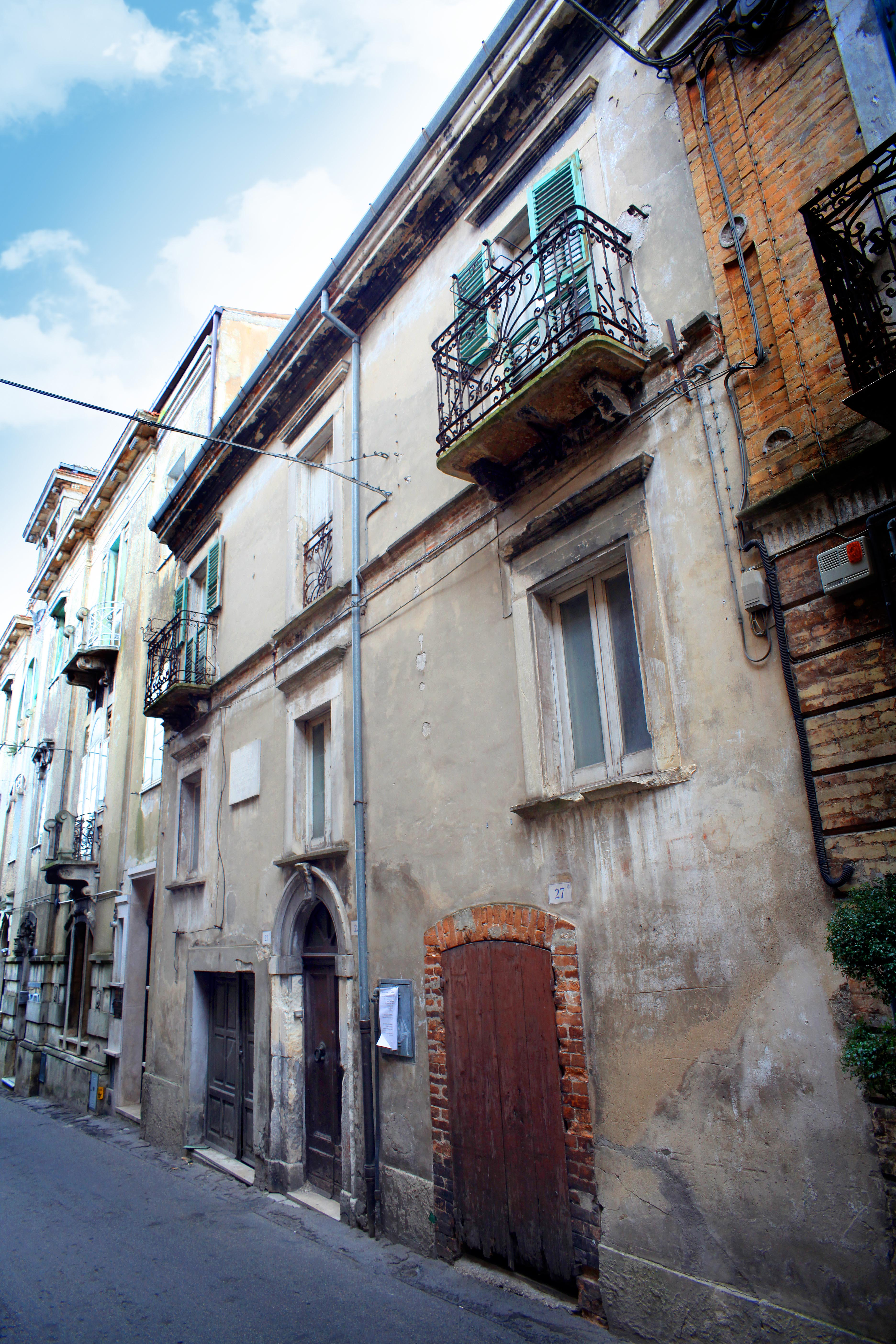
Geburtshaus des Dichters Modesto Della Porta in der Via Modesto Della Porta 25

## Wirtschaft

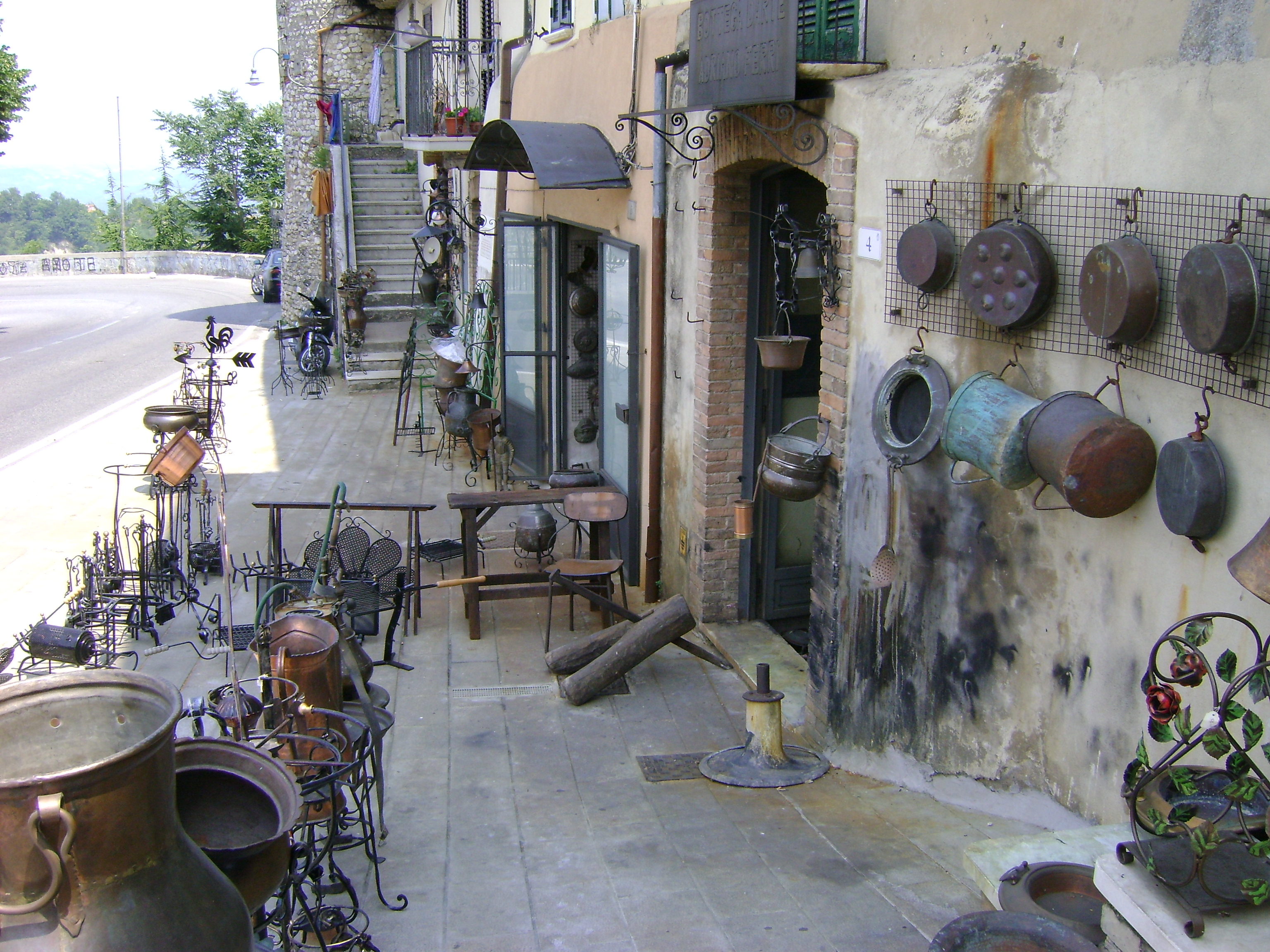
Verkauf von Schmiedekunst an der Porta San Giovanni

Guardiagrele ist bereits seit der Renaissance für seine Schmiedekunst bekannt. Von Kupfer bis Gold wurden und werden hier fast alle Metalle bearbeitet, nach wie vor sehr wichtig ist auch die Eisenschmiedekunst.
Bei der Porta San Giovanni (am nördlichen Ende der Altstadt) gibt es noch zahlreiche der darauf spezialisierten Botteghe (Läden). Inzwischen werden die Erzeugnisse auch von vielen größeren Geschäften außerhalb der Altstadt verkauft.
Im Jahr 2000 war Guardiagrele Schauplatz für das Experiment des SIMEC, einer lokalen Experimentalwährung, die von einem wohlhabenden guardieser Akademiker eingeführt wurde, sich aber nur wenige Monate halten konnte.

## Kulinarische Spezialitäten
In der Umgebung der Gemeinde werden Reben der Sorte Montepulciano für den DOC-Wein Montepulciano d’Abruzzo angebaut. (Montepulciano ist hier wie erwähnt die Rebsorte, und nicht zu verwechseln mit dem ebenfalls bekannten Wein aus der Region (DOC) Montepulciano, der im Übrigen wiederum gar nicht aus der Rebsorte Montepulciano, sondern aus Sangiovese hergestellt wird.)

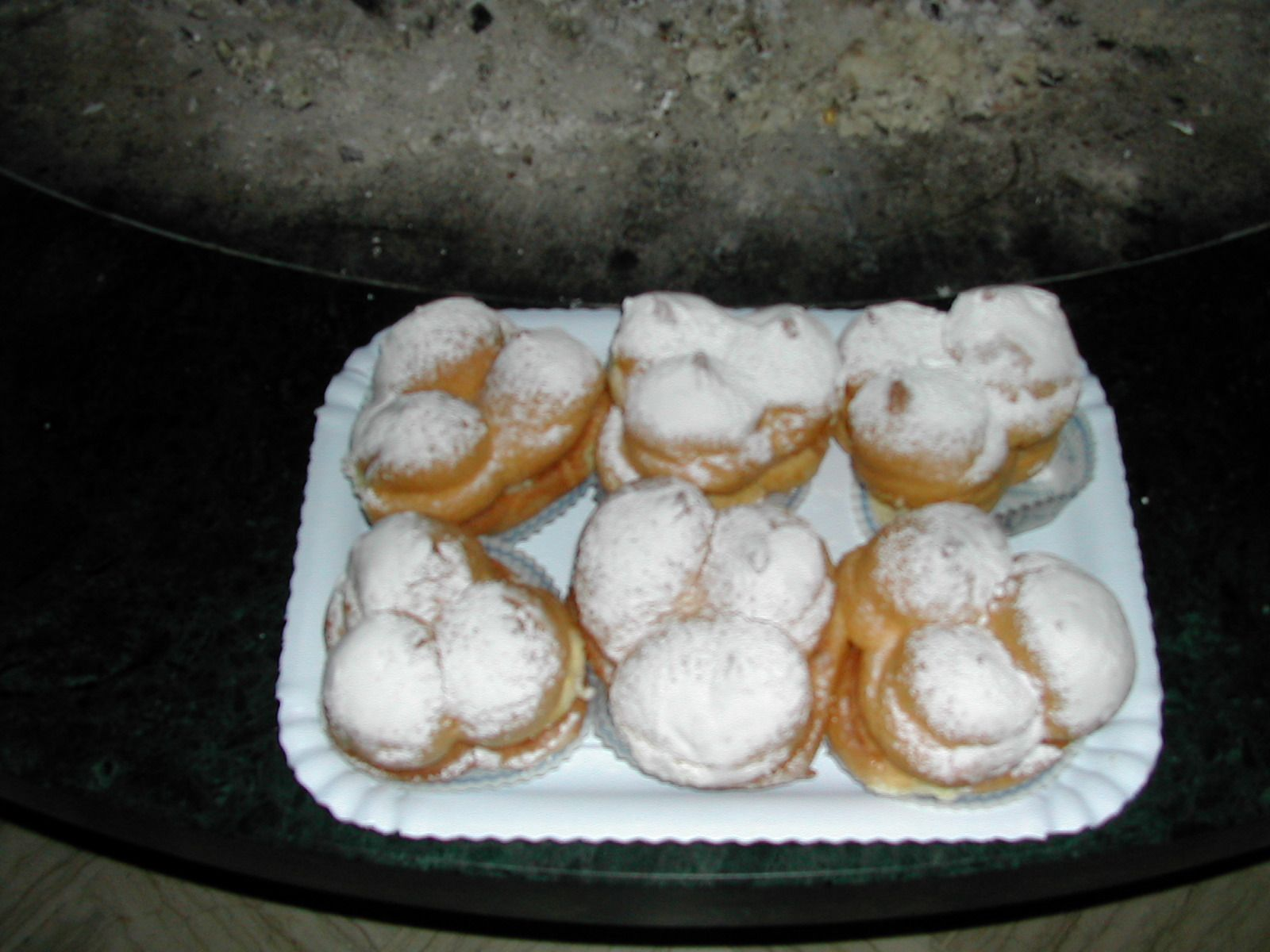
Sise delle monache

Eine recht spezifische kulinarische Spezialität aus Guardiagrele sind die sog. sise delle monache (= „Nonnenbrüste“), die 1884 von dem Konditor Giuseppe Palmerio erfunden wurden. Dabei handelt es sich um ein süßes Gebäck aus Biskuitteig, das mit einer Variation von englischer Creme gefüllt ist. Den Namen bekam das Gebäck wegen seiner Form: Zunächst nannte Palmerio seine Kreation noch tre monti (= „drei Berge“) in Anlehnung an die drei mit Zucker verzierten Spitzen. Zur Entstehungsgeschichte des heutigen Namens existieren verschiedene Versionen. Angeblich erfand ihn der aus Guardiagrele stammende Poet Modesto Della Porta, als er ein Blech mit den Gebäckstücken sah. Bis heute wird das Gebäck ausschließlich von zwei Bäckereien in Guardiagrele hergestellt und findet trotz der überschaubaren geschmacklichen Besonderheit nicht nur bei Touristen reißenden Absatz.

## Trivia
- Der spätromantische Dichter Gabriele D’Annunzio lässt die Handlung eines seiner bekannteren Werke Il Trionfo della morte („Der Triumph des Todes“, 1894) in Guardiagrele spielen, welches dort die Heimatstadt des Protagonisten Giorgio Aurispa ist.

## Persönlichkeiten
- Nicola da Guardiagrele (1385–1462), spätmittelalterlicher Goldschmied, Bildhauer und Maler
- Modesto Della Porta (1885–1938), Dichter
- Giacinto Auriti (1923–2006), Initiator der Experimentalwährung SIMEC
- Alberico Di Cecco (* 1974), Marathonläufer
- Morgan De Sanctis (* 1977), Fußball-Torwart